# 이스트 베이
이스트베이(East Bay)는 샌프란시스코 베이 에어리어의 동부 지역으로, 샌프란시스코만과 샌파블로만 동쪽 해안을 따라 위치한 도시들을 포함한다. 이 지역은 앨러미다군과 컨트라코스타군의 내륙 지역까지 확장되었다. 2024년 기준 약 280만 명의 인구를 가진 이스트베이는 베이 에어리어에서 가장 인구가 많은 하위 지역으로, 베이 에어리어에서 두 번째와 세 번째로 인구가 많은 앨러미다군(170만 명)과 컨트라코스타군(110만 명)을 포함한다.
오클랜드는 이스트베이에서 인구가 가장 많은 도시이자 베이 에어리어에서 세 번째로 큰 도시이다. 이 도시는 미국 서해안의 주요 교통 중심지 역할을 하며, 항구는 북부 캘리포니아에서 가장 크다. 인구 증가로 인해 앨러미다, 콩코드, 에머리빌, 프리몬트, 헤이워드, 리버모어, 플레전턴, 샌라몬, 월넛크릭과 같은 대규모 에지 시티들이 성장했다.

## 역사 및 발전
베이 에어리어의 초기 개발은 샌프란시스코에 집중되었지만, 해안 이스트베이는 19세기 중반에 동쪽에서 육로로 가장 접근하기 쉬운 베이 에어리어의 일부로 부상했다. 대륙횡단철도는 1869년에 새로 건설된 오클랜드 롱 워프를 서쪽 종착역으로 하여 완공되었고, 새로운 도시인 오클랜드는 빠르게 중요한 항구로 발전했다. 오늘날 오클랜드항은 베이 에어리어에서 가장 큰 항구이자 미국에서 다섯 번째로 큰 컨테이너 운송 항구이다. 1868년, 사립 캘리포니아 칼리지에서 캘리포니아 대학교가 설립되었고, 버클리가 될 지역에 새로운 캠퍼스가 건설되었다. 1906년 샌프란시스코 지진으로 인해 많은 피난민들이 비교적 피해가 적었던 이스트베이로 도피했고, 이 지역은 계속해서 빠르게 성장했다. 이스트베이가 성장함에 따라, 연락선 서비스보다 더 영구적인 연결을 위한 노력이 이루어져 1936년에 샌프란시스코-오클랜드 베이 브리지가 완공되었다.
베이 에어리어는 제2차 세계 대전 이후 수십 년 동안 더욱 성장했으며, 1940년에서 1960년 사이에 인구가 두 배로 증가했고, 2000년까지 다시 두 배로 증가했다. 1937년에 버클리 힐스를 통과하는 칼데콧 터널이 완공되면서 미개발지가 많았던 동쪽으로의 성장이 더욱 촉진되었다. 콩코드와 월넛크릭을 포함한 디아블로 밸리의 도시들은 1950년에서 1970년 사이에 인구가 10배 이상 증가했다. 1972년에 BART 통근 철도 시스템이 추가되면서 이스트베이의 점점 더 외곽 지역으로의 개발이 더욱 장려되었다. 오늘날 버클리 힐스 동쪽의 계곡에는 월넛크릭, 샌라몬, 플레전턴과 같은 대규모 부유한 교외 지역들이 있다.
이스트베이는 앨러미다군과 컨트라코스타군을 포함하는 지역으로 묘사되는 것 외에는 공식적으로 정의된 지역이 아니다. 개발이 일반적으로 동쪽으로 이동함에 따라 새로운 지역들이 이스트베이의 일부로 묘사된다.틀:By whom 1996년에 BART는 콩코드의 종착역에서 피츠버그의 새로운 역까지 확장되었으며, 피츠버그와 안티오크의 새로 확장된 델타 지역을 이스트베이의 확장된 지역으로 상징적으로 포함시켰다. 앨러미다군 경계를 넘어 트레이시의 대규모 인구는 이스트베이로 통근하거나 이스트베이를 경유하는 통근자들을 위한 베드타운으로 연결된다.

## 도시
공원이나 미개발지로 존재하는 일부 언덕과 산등성이, 그리고 컨트라코스타군과 앨러미다군 동부의 일부 농지를 제외하고 이스트베이는 고도로 도시화되어 있다. 이스트베이 해안선은 오클랜드, 헤이워드, 프리몬트, 리치먼드, 버클리를 포함하여 10만 명 이상의 주민을 가진 여러 도시가 있는 도시 회랑이다. 버클리 힐스 동쪽의 내륙 계곡은 특히 컨트라코스타군 동부 외곽과 트라이밸리 지역을 중심으로 대부분 개발되었다. 내륙 계곡은 인구 밀도가 낮고 도시 규모가 작다. 내륙 계곡에서 10만 명 이상의 주민을 가진 도시로는 안티오크와 콩코드가 있다.
이스트베이의 도시들은 다음과 같다.
| - 아칼라네스 리지 - 앨러미다 - 알라모 - 올버니 - 알함브라 밸리 - 안티오크 - 애슐랜드 - 베이 포인트 - 베이뷰 - 버클리 - 베델 아일랜드 - 블랙호크 - 브렌트우드 - 바이런 - 카미노 타사하라 - 캐년 - 캐슬 힐 - 캐스트로밸리 - 체리랜드 - 클레이턴 - 클라이드 - 콩코드 - 컨트라 코스타 센터 - 크로켓 - 댄빌 - 디아블로 - 디스커버리 베이 - 더블린 - 이스트 리치먼드 헤이츠 - 엘 세리토 - 엘 소브란테 - 에머리빌 - 페어뷰 - 프리몬트 - 헤이워드 - 허큘리스 - 켄싱턴 | - 나이츠센 - 라피엣 - 리버모어 - 마티네즈 - 몬탈빈 매너 - 모라가 - 뉴어크 - 노리스 캐년 - 노스 게이트 - 노스 리치먼드 - 오클랜드 - 오클리 - 오린다 - 파체코 - 피드몬트 - 피츠버그 - 피놀 - 플레전트 힐 - 플레전턴 - 포트 코스타 - 릴리에즈 밸리 - 리치먼드 - 로데오 - 롤링우드 - 샌리앤드로 - 샌로렌조 - 샌 미겔 - 샌 파블로 - 샌라몬 - 사라납 - 셸 리지 - 수놀 - 타라 힐스 - 유니언시티 - 바인 힐 - 월넛크릭 |

1. 1 2 3 4 5 6 7 8 9 10 11 12 13 14 15 16 17 18 19 20 21 22 23 24 25 26 27 28 29 30 31 32 33 34 35 36 37 38 39  미편입 공동체

## 문화
이스트베이에는 매주 발행되는 무료 신문인 이스트베이 익스프레스가 있으며, 30년 이상 이스트베이의 문화와 정치에 대해 보도하며 이스트베이를 베이 에어리어의 문화적 정의 지역으로 인식하는 데 영향을 미쳤다. 또 다른 무료 신문인 이스트베이 먼슬리는 1970년부터 발행되어 왔다. 1980년대 초 USA 투데이가 초기 진화하던 시기에는 지역 신문을 운영했으며, 이 지역의 신문은 이스트베이 투데이라는 제목을 달았다.
샌프란시스코 베이 에어리어에서 가장 오래되고 큰 거리 축제인 솔라노 애비뉴 스트롤은 매년 9월 올버니와 버클리의 솔라노 애비뉴 쇼핑가에서 열린다.
이스트베이는 크리던스 클리어워터 리바이벌, 컨트리 조 앤 더 피시, 카운팅 크로우스, 예스터데이 앤 투데이, 디지털 언더그라운드, 그린 데이, 오퍼레이션 아이비, 프라이머스, 랜시드, 셋 유어 골즈, 타워 오브 파워 (데뷔 앨범 제목이 East Bay Grease), 포인터 시스터스, MC 해머, 토니! 토니! 토네!, 투팍 샤커, 투 숏, 스파이스 1, 엔 보그, 피트 에스코베도와 셰일라 E, 키샤 콜, 맥 드레 등 많은 음악 활동의 발상지이다. 이 지역은 록, 포크, 펑크, 재즈, 힙합, 솔 및 여성 음악 발전의 주요 중심지이다.
베이 에어리어 스래시 메탈은 엑소더스와 메탈리카 등의 밴드를 포함하여 이스트베이를 중심으로 강력하게 자리 잡았다. 데스 메탈의 첫 밴드로 여겨지는 포제스트와 데스는 모두 이스트베이에 뿌리를 두고 있거나 연관되어 있다. 포제스트는 엘 소브란테에서 결성되었고, 데스는 콩코드에서 전국적으로 데뷔했다.
주요 음악 (및 스포츠) 공연장으로는 오클랜드 아레나; 인접한 오클랜드 콜리시엄; 오클랜드 파라마운트 극장, 오클랜드 이스트 베이 심포니의 공연장; 폭스 오클랜드 극장, UC 버클리 그리스 극장, 비영리 더 프레이트 앤 살비지, 콩코드 파빌리온 (이전 슬립 트레인 파빌리온)이 있다.
주요 박물관으로는 오클랜드 박물관 (캘리포니아주), 로렌스 과학관 및 샤봇 우주과학 센터가 있다.
이스트베이 지역 공원 지구는 이스트베이에서 50개 이상의 공원을 운영하며, 많은 공원이 도시 중심지에 직접 인접한 상당한 면적의 야생지를 포함한다. 틸든 지역 공원은 버클리의 도시 중심지에 직접 인접한 가장 큰 지역 공원 중 하나이다. (2000|acre|km2) 5,000 에이커 규모의 브리오네스 지역 공원은 월넛크릭의 도시 중심지 근처에 있는 또 다른 큰 야생지 공원이다.
이스트베이는 또한 풍부한 정치사를 가지고 있다. 오클랜드에서 설립된 혁명 운동 중 하나는 흑표당이었다.
이스트베이에는 캘리포니아 요리의 창안에 중심적인 역할을 한 셰 파니스를 포함한 많은 레스토랑이 있다.

## 교통
틀:East Bay Train Stations
샌프란시스코만에서 육로를 통해 이스트베이를 구성하는 카운티에 상륙하는 모든 차량 통행이 이루어진다. 이스트베이의 주간고속도로에는 제80호선, 제580호선, 제680호선, 제880호선, 제980호선, 제238호선이 포함된다. 캘리포니아 주도 제24호선, 제4호선, 제13호선, 제92호선, 제160호선, 제242호선, 제84호선 및 리치먼드 파크웨이는 이 지역에서 적어도 일부 구간이 제한 접근 고속도로이다. 주도 제61호선, 주도 제84호선, 주도 제123호선, 주도 제185호선 및 주도 제238호선은 유지 보수를 위해 주 자금을 지원받는 주요 지표면 도로이다. 샌파블로 애비뉴는 종착역이 점진적으로 동쪽 유타주로 옮겨지기 전까지 국도 제40호선을 통과했다.
AC 트랜싯은 이 지역의 주요 버스 대중교통 기관이며, 앨러미다군과 컨트라코스타군 전역에 버스 서비스를 제공한다. 카운티 커넥션, 웨스트캣, 휠스, 트라이 델타 트랜싯 및 유니언 시티 트랜싯도 이스트베이에서 버스 서비스를 제공한다.
연락선 서비스는 샌프란시스코만 연락선이 잭 런던 스퀘어와 앨러미다 항구에서 제공하며, 2018년에는 리치먼드 연락선 터미널에서 서비스가 시작될 예정이다. 허큘리스도 미래에 샌프란시스코로 가는 연락선 서비스를 볼 수 있다.
자전거 교통은 시 및 군 기관과 이스트베이 자전거 연합과 같은 조직에 의해 강력하게 장려된다.
이 지역의 주요 보행자 경로는 샌프란시스코 베이 트레일, 베이 에어리어 리지 트레일, 오론 그리네이, 아이언 호스 지역 트레일, 컨트라 코스타 운하 트레일 및 리치먼드 그리네이를 포함한다.

### 철도
이스트베이의 철도 서비스는 대륙횡단철도 시대까지 거슬러 올라가며, 당시 웨스턴 퍼시픽 철도는 센트럴 퍼시픽 철도와 계약하여 베이와 새크라멘토 사이를 연결했다. 이 철도는 결국 나일스 캐년 철도가 되었다. 앨러미다 서비스는 유타주 프라민토리에서 골든 스파이크를 박은 지 4개월 후인 1869년 9월에 시작되었다. 오클랜드 롱 워프는 결국 샌프란시스코로 가는 연락선 서비스 전의 서쪽 종착역이 되었다. 이 도로는 1879년경 카르퀴네즈 해협을 가로지르는 더 직접적인 노선이 완공될 때까지 미국 본토와의 유일한 연결을 제공했다. 오늘날 알타몬트 코리더 익스프레스 (ACE)는 나일스 캐년을 통해 산호세까지 통근철도 서비스를 운영한다.
이스트베이 전역의 노면 전차 서비스는 역사적으로 1902년 샌프란시스코, 오클랜드, 산호세 철도로 설립된 키 시스템이 제공했다. 세기 후반에 설립된 여러 노면 전차 회사의 통합체인 키 시스템은 앨러미다군 전역에 도시 간 노선을 제공했으며, 자체 키 시스템 부두를 통해 샌프란시스코 연락선과 연결되었다. 서던 퍼시픽은 경쟁 시스템인 이스트베이 전기 노선을 운영했지만, 이들도 키 시스템이 운영을 인수했다. 1936년 샌프란시스코-오클랜드 베이 브리지가 개통되자 키 시스템 차량은 하부 데크를 통해 트랜스베이 터미널까지 직접 이동할 수 있었다. 노면 전차는 1948년에 버스로 대체되었고 트랜스베이 서비스는 1958년에 중단되었다. 시스템의 자산은 1960년에 새로 설립된 AC 트랜싯에 매각되었다.
이스트베이의 현대식 철도 대중교통 서비스는 BART 또는 바트이며, 주로 트랜스베이 튜브를 통해 통근자들을 샌프란시스코로, 그리고 더 적은 정도로 오클랜드와 버클리로 수송하기 위해 설계되었다.
암트랙의 캘리포니아 제퍼는 에머리빌에서 종착하며, 시카고까지 연결되고, 이스트베이 전역의 다른 역은 암트랙 캘리포니아의 코스트 스타라이트와 산와킨이 운행한다.

## 경제
이스트베이는 서비스, 제조, 중소기업 및 대기업이 혼합된 경제를 가지고 있다. 이 지역은 카이저 퍼머넌트, 셰브론, 세이프웨이 등 수많은 유명 기업의 본사이다. 이스트베이 경제 개발 연합은 1990년 앨러미다군이 경제 개발 자문 위원회로 설립한 공공/민간 파트너십으로, 이스트베이를 개발의 중요한 지역으로 홍보하는 것을 목표로 1996년에 컨트라코스타군이 합류했으며, 2006년에 현재의 이름이 선정되었다.

## 주요 고용주
이스트베이는 베이 에어리어의 일부로서 고도로 개발된 지역이며, 새롭고 기존의 경제 활동의 주요 중심지이다. 앨러미다군 및 컨트라코스타군 정부와 함께 가장 큰 고용주들은 다음과 같다.
1. 캘리포니아 대학교 버클리 약 20,000명 고용
2. AT&T 약 11,000명 고용
3. 미국 우정청 약 10,000명 고용
4. 테슬라 약 10,000명 고용
5. 로렌스 리버모어 국립연구소 약 8,750명 고용
6. 셰브론 (샌라몬에 본사) 8,730명 고용
7. 세이프웨이 (플레전턴에 본사) 7,922명 고용
8. 뱅크 오브 아메리카 7,081명 고용
9. PG&E 약 5,200명 고용
10. 카이저 퍼머넌트 (오클랜드에 미국 본사) 4,730명 고용
11. 럭키 스토어스 4,631명 고용
12. 바이오래드 연구소 4,300명 고용
13. 웰스 파고 약 4,000명 고용
14. 워크데이 (플레전턴에 본사) 3,865명 고용
15. 로런스 버클리 국립연구소 3,816명 고용
16. 마운트 디아블로 통합 학군 3,700명 고용
17. 웨스트 컨트라 코스타 통합 학군 3,360명 고용
18. 알타 베이츠 서밋 메디컬 센터 3,100명 고용
19. 존 뮤어 메디컬 센터 3,023명 고용
20. 샌디아 국립 연구소 1,670명 고용
21. 오라클 1,500명 고용
22. 웨스턴 디지털 1,300명 고용
23. 씨게이트 1,050명 고용

이스트베이에 본사를 둔 다른 주요 기업으로는 10x 게노믹스, 24 아워 피트니스, 알리브리스, ANG 신문, 클리프 바, 크로락스, 콜럼버스 살라미, 드라이어스, 엘리 매, GE 디지털, 기라델리, 길리그 코퍼레이션, 리프프로그, 피츠 커피, 픽사 애니메이션 스튜디오, 로스 스토어스 및 워크데이가 있다. 머빈스 본사는 파산 선언 전까지 이스트베이에 위치했다. 뉴 유나이티드 모터 매뉴팩처링 (NUMMI) 자동차 제조 공장은 한때 약 5,100명의 직원을 고용했다. 테슬라는 NUMMI 공장의 일부를 인수했으며, 이 공장은 여전히 캘리포니아에서 유일한 자동차 제조 공장이다.

## 고등 교육
이스트베이에는 여러 공립 및 사립 고등 교육 기관이 있다.
| 칼리지 - 2년제 (커뮤니티 칼리지) - 버클리 시티 칼리지 - 차봇 칼리지 - 앨러미다 칼리지 - 컨트라 코스타 칼리지 - 디아블로 밸리 칼리지 - 레이니 칼리지 - 라스 포시타스 칼리지 - 로스 메다노스 칼리지 - 메릿 칼리지 - 올론 칼리지 | 대학교 - 공립 - 캘리포니아 주립 대학교 이스트베이 (CSU 이스트베이) - 캘리포니아 대학교 버클리 (UC 버클리) - 사립 - 캘리포니아 칼리지 오브 디 아츠 - 홀리 네임스 대학교 (폐교) - 존 F. 케네디 대학교 - 라이프 카이로프랙틱 칼리지 웨스트 - 밀스 칼리지 (노스이스턴 대학교) - 패튼 대학교 - 세인트 메리즈 칼리지 오브 캘리포니아 - 새뮤얼 메릿 대학교 |

## 같이 보기
- 이스트베이 주택 기관
- 샌프란시스코 베이 에어리어의 교통